# Boscia tomentosa
Boscia tomentosa là một loài thực vật có hoa trong họ Capparaceae. Loài này được Toelken mô tả khoa học đầu tiên năm 1969.